# Torneo LINAFA 2013-2014
El torneo 2013-2014 de la Primera División de LINAFA dio inicio el domingo 1 de septiembre de 2013 con la participación de 62 equipos, divididos en 9 grupos. El campeonato se compuso de 7 fases y finalizó en el mes de junio de 2014. El equipo ganador obtuvo el derecho de participar en la Segunda División de Costa Rica.

## Fases del torneo
Torneo 2013-2014 se compone de 7 fases diferentes, las dos primeras en grupos (9), para sacar los 32 clasificados que avanzarán a la tercera fase, la cual se jugará a series de muertas súbitas (ida y vuelta) hasta sacar el campeón que subirá a la Liga de Ascenso, el próximo año.
En el Grupo 1 se ubican los equipos de :Sagrada Familia, Atlético Junior (Hatillo 8), Municipal Santa Ana, Deportivo San Francisco de Dos Ríos, Montes de Oca, San Felipe, San Francis y BCJ Uruca.
El Grupo 2 lo componen: San Rafael Abajo de Desamparados, Valencia, Santa Teresita de Aserrí, Curridabat, San Gabriel, Cipreses, L.A. Desamparados y Danubio, también de Aserrí.
En el Grupo 3 se ubican: Selección de Canoas, A.D. Zarcero, Cofutpa (Palmares), Sarchí, Sanpedreña, El Labrador de San Mateo y ADR Esparza. 
El Grupo 4 lo forman los equipos de San Rafael de Heredia, Santo Domingo, Barrealeña, Barva FC, Los Ángeles, San Pablo Chirripó, La Virgen y Sarapiquí Río Frío.
En la zona caribeña está ubicado el Grupo 5 con :Caribe Sur, Pocora FC, Limón FC, Real Pococí, Guácimo, Cahuita y Warriors de Siquirres.
Por Cartago están en el Grupo 6: Municipal Guarco, AD. Paraíso Pumas, Praxis, Tirrases, Tucurrique y el descendido de la Segunda División, Orión FC.
En Puntarenas se ubican,formando el Grupo 7: Atlético Quepos, Colorado Corredores, Municipal Quepos, Olla Cero, Municipal Parrita, Municipal Golfito y Juventud Uvita.
El Grupo 8 lo conforman: ADR Cóbano, San Buenaventura, Playón de Parrita y Puntarenas Junior.
Por último el grupo 9, en la Zona de Guanacaste está formado por: Santa Rosa, Cuajiniquil, Deportivo Sardinal, La Fortuna, Ruiz Moracia e Isla Venado.
En las Fases 1 y 2 los equipos jugaran todos en sus respectivos grupos a dos vueltas. Sin embargo, dependiendo de la cantidad de equipos por grupo, algunos jugarán a dos o tres vueltas. 
De los Grupos 1, 2, 3, 4, 5 y 7 clasificarán a la Fase 3, cuatro equipos, mientras que del 6 y 9 un total de tres y del 8 solo avanzarán dos, para completar los 32 que seguirán a las series de muertes súbitas, donde se irán eliminando hasta conocer los finalistas que disputarán entre el 29 de junio y 6 de julio de 2014 el Campeonato y el pase a la Liga de Ascenso.
Finalmente los equipos que descenderán serán el último o los últimos de cada grupo al finalizar la fase 2, por lo que se elimina la Liguilla del No Descenso

## Tabla de Goleo
Goles Anotados.

| Gerardo Palacios                 | Colorado-Corredores | 26 |
| Jherel Downs                     | Santa Ana           | 26 |
| Jarley Tenorio                   | Real Pococí         | 25 |
| Armando Navarro                  | Municipal Guarco    | 20 |
| Geilor León                      | Canoas              | 18 |
| Actualizada: 24 de marzo de 2013 |                     |    |

## Clasificación de equipos

### Grupo 1
|  |    | Equipos de fútbol       | PJ | G  | E | P  | GF | GC | Dif | Pts |
|  | -- | ----------------------- | -- | -- | - | -- | -- | -- | --- | --- |
|  | 1. | Municipal Santa Ana     | 14 | 9  | 4 | 1  | 43 | 22 | +21 | 31  |
|  | 2. | Sagrada Familia         | 14 | 10 | 0 | 4  | 39 | 26 | +12 | 30  |
|  | 3. | Atlético Junior         | 14 | 7  | 5 | 2  | 35 | 22 | +10 | 26  |
|  | 4. | Montes de Oca           | 14 | 5  | 4 | 5  | 27 | 35 | -8  | 19  |
|  | 5. | BCJ La Uruca            | 14 | 3  | 6 | 5  | 27 | 33 | -6  | 15  |
|  | 6. | San Felipe              | 14 | 3  | 4 | 7  | 23 | 28 | -5  | 13  |
|  | 7. | Deportivo San Francisco | 14 | 2  | 5 | 7  | 25 | 35 | -10 | 11  |
|  | 8. | San Francis             | 14 | 2  | 2 | 10 | 15 | 30 | -15 | 8   |

| BCJ Uruca       | 2 - 0 | San Francis   | 8 de septiembre | Cancha Uruca           |
| Sagrada Familia | 3 - 1 | San Felipe    | 8 de septiembre | Estadio Teodoro Picado |
| Atlético Junior | 4 - 2 | Montes de Oca | 8 de septiembre | Cancha de Hatillo 8    |
| Santa Ana       | 5 - 1 | San Francisco | 8 de septiembre | Estadio Piedades       |

| Santa Ana     | 2 - 2 | BCJ Uruca       | 15 de septiembre | Estadio de Piedades            |
| San Francisco | 1 - 1 | Atlético Junior | 15 de septiembre | Polideportivo de San Francisco |
| Montes de Oca | 3 - 1 | Sagrada Familia | 15 de septiembre | Cancha de Sabanilla            |
| San Felipe    | 1 - 2 | San Francis     | 15 de septiembre | Estadio Alajuelita             |

| BCJ Uruca       | 2 - 2 | San Felipe    | 22 de septiembre |  |
| Sagrada Familia | 3 - 1 | San Francisco | 22 de septiembre |  |
| Atlético Junior | 2 - 2 | Santa Ana     | 22 de septiembre |  |
| San Fracis      | 3 - 3 | Montes de Oca | 27 de octubre    |  |

| Atlético Junior | 3 - 2 | BCJ Uruca       | 29 de septiembre |  |
| Santa Ana       | 2 - 1 | Sagrada Familia | 29 de septiembre |  |
| San Francisco   | 0 - 1 | San Francis     | 29 de septiembre |  |
| Montes de Oca   | 0 - 2 | San Felipe      | 29 de septiembre |  |

| San Felipe      | 1 - 1 | San Francisco   | 6 de octubre    | Estadio de Alajuelita  |
| San Francis     | 1 - 3 | Santa Ana       | 6 de octubre    | Estadio de Alajuelita  |
| Sagrada Familia | 2 - 1 | Atlético Junior | 6 de octubre    | Estadio Teodoro Picado |
| BCJ Uruca       | 2 - 2 | Montes de Oca   | 22 de diciembre | Cancha La Uruca        |

| Sagrada Familia | 6 - 7 | BCJ Uruca     | 13 de octubre | Estadio Teodoro Picado         |
| Atlético Junior | 3 - 2 | San Francis   | 13 de octubre | Cancha Hatillo 8               |
| Santa Ana       | 5 - 1 | San Felipe    | 13 de octubre | Estadio Piedades               |
| San Francisco   | 3 - 4 | Montes de Oca | 13 de octubre | Polideportivo de San Francisco |

| BCJ Uruca     | 2 - 5 | San Francisco   | 20 de octubre | Cancha La Uruca    |
| Montes de Oca | 2 - 2 | Santa Ana       | 20 de octubre | Cancha Sabanilla   |
| San Felipe    | 1 - 2 | Atlético Junior | 20 de octubre | Estadio Alajuelita |
| San Francis   | 1 - 4 | Sagrada Familia | 20 de octubre | Estadio Alajuelita |

| San Francis   | 0 - 1 | BCJ Uruca       | 3 de noviembre | Alajuelita                  |
| San Felipe    | 1 - 3 | Sagrada Familia | 3 de noviembre | Alajuelita                  |
| Montes de Oca | 2 - 2 | Atlético Junior | 3 de noviembre | Sabanilla                   |
| San Francisco | 3 - 3 | Santa Ana       | 3 de noviembre | Polideportivo San Francisco |

| BCJ Uruca       | 0 - 3 | Santa Ana     | 10 de noviembre |  |
| Atlético Junior | 4 - 1 | San Francisco | 10 de noviembre |  |
| Sagrada Familia | 5 - 1 | Montes de Oca | 10 de noviembre |  |
| San Francis     | 2 - 4 | San Felipe    | 22 de diciembre |  |

| San Felipe    | 1 - 1 | BCJ Uruca       | 17 de noviembre | Alajuelita                       |
| Montes de Oca | 2 - 1 | San Francis     | 17 de noviembre | Sabanilla                        |
| San Francisco | 1 - 2 | Sagrada Familia | 17 de noviembre | Pol. de S. Francisco de Dos Ríos |
| Santa Ana     | 3 - 1 | Atlético Junior | 17 de noviembre | Piedades                         |

| BCJ Uruca       | 2 - 2 | Atlético Junior | 24 de noviembre | La Uruca       |
| Sagrada Familia | 4 - 2 | Santa Ana       | 24 de noviembre | Teodoro Picado |
| San Francis     | 0 - 0 | San Francisco   | 24 de noviembre | Alajuelita     |
| San Felipe      | 0 - 1 | Montes de Oca   | 24 de noviembre | Alajuelita     |

| Montes de Oca   | 2 - 1 | BCJ Uruca       | 1 de diciembre | Sabanilla                   |
| San Francisco   | 0 - 3 | San Felipe      | 1 de diciembre | Polideportivo San Francisco |
| Santa Ana       | 3 - 1 | San Francis     | 1 de diciembre | Piedades                    |
| Atlético Junior | 4 - 0 | Sagrada Familia | 1 de diciembre | Cancha Hatillo 8            |

| San Felipe    | 3 - 4 | Santa Ana       | 8 de diciembre |  |
| Montes de Oca | 3 - 5 | San Francis     | 8 de diciembre |  |
| BCJ Uruca     | -     | Sagrada Familia | Suspendido     |  |
| San Francis   | -     | Atlético Junior | No se programó |  |

| San Francisco   | 3 - 3 | BCJ Uruca     | 15 de diciembre | Polideportivo San Francisco |
| Santa Ana       | 4 - 0 | Montes de Oca | 15 de diciembre | Piedades                    |
| Atlético Junior | 2 - 2 | San Felipe    | 15 de diciembre | Hatillo 8                   |
| Sagrada Familia | 2 - 1 | San Francis   | 15 de diciembre | Teodoro Picado              |

### Grupo 2
|  |    | Equipos de fútbol        | PJ | G  | E | P | GF | GC | Dif | Pts |
|  | -- | ------------------------ | -- | -- | - | - | -- | -- | --- | --- |
|  | 1. | A.D. San Rafael          | 14 | 9  | 3 | 2 | 46 | 27 | +19 | 30  |
|  | 2. | San Pablo Chirrpó        | 14 | 10 | 0 | 4 | 37 | 23 | +14 | 30  |
|  | 3. | Santo Domingo            | 14 | 7  | 1 | 6 | 34 | 34 | +0  | 22  |
|  | 4. | A.D Barrealeña           | 14 | 6  | 3 | 5 | 26 | 22 | +4  | 21  |
|  | 5. | Barva F.C.               | 14 | 3  | 7 | 4 | 36 | 36 | 0   | 16  |
|  | 6. | La Virgen                | 14 | 3  | 6 | 5 | 22 | 21 | +1  | 15  |
|  | 7. | S. Rafael Abajo (Desamp) | 14 | 2  | 6 | 6 | 19 | 37 | -18 | 12  |
|  | 8. | Los Ángeles              | 14 | 3  | 2 | 9 | 22 | 37 | -15 | 11  |

| Sarapiquí            | 2 - 2 | La Virgen   | 8 de septiembre | Cancha Los Cocos      |
| San Rafael (Heredia) | 3 - 1 | FC Chirripó | 8 de septiembre | Estadio Yuba Paniagua |
| Santo Domingo        | 2 - 1 | Los Ángeles | 8 de septiembre | Cancha B° Lourdes     |
| Barrealeña           | 0 - 0 | Barva       | 8 de septiembre | Cancha La Incubadora  |

| Barrealeña  | 2 - 1 | Sarapiquí            | 15 de septiembre | Cancha La Incubadora  |
| Barva       | 1 - 3 | Santo Domingo        | 15 de septiembre | Cancha San Bartolomé  |
| Los Ángeles | 3 - 2 | San Rafael (Heredia) | 15 de septiembre | Estadio Yuba Paniagua |
| FC Chirripó | 2 - 1 | La Virgen            | 15 de septiembre | Cancha Expresidentes  |

| Sarapiquí     | 3 - 3 | Chirripó FC | 22 de septiembre |               |
| La Virgen     | 1 - 1 | Los Ángeles | 22 de septiembre |               |
| San Rafael    | 6 - 2 | Barva       | 22 de septiembre |               |
| Santo Domingo | 4 - 2 | Barrealeña  |                  | 27 de octubre |

| Santo Domingo | 2 - 4 | Sarapiquí            | 29 de septiembre |  |
| Barrealeña    | 2 - 2 | San Rafael (Heredia) | 29 de septiembre |  |
| Barva         | 0 - 0 | La Virgen            | 29 de septiembre |  |
| Los Ángeles   | 0 - 5 | Chirripó FC          | 29 de septiembre |  |

| Sarapiquí            | 2 - 1 | Los Ángeles   | 6 de octubre | Cancha Los Cocos            |
| FC Chirripó          | 2 - 5 | Barva         | 6 de octubre | Estadio Los Expresidentes   |
| La Virgen            | 0 - 1 | Barrealeña    | 6 de octubre | Estadio La Virgen           |
| San Rafael (Heredia) | 5 - 3 | Santo Domingo | 6 de octubre | Cancha Santa Lucía de Barva |

| San Rafael (Heredia) | 5 - 1 | Sarapiquí   | 13 de octubre | Estadio San Isidro     |
| Santo Domingo        | 3 - 1 | La Virgen   | 13 de octubre | Estadio Barrio Lourdes |
| Barrealeña           | 0 - 3 | Chirripó    | 13 de octubre | Estadio La Incubadora  |
| Barva                | 7 - 3 | Los Ángeles | 13 de octubre | Cancha Bartolomé       |

| Sarapiquí   | 2 - 2 | Barva                | 20 de octubre   | Los Cocos         |
| Los Ángeles | 2 - 1 | Barrealeña           | 20 de octubre   | Los Ángeles       |
| La Virgen   | 2 - 2 | San Rafael (Heredia) | 20 de octubre   | La Virgen         |
| FC Chirripó | 3 - 2 | Santo Domingo        | 22 de diciembre | Los Expresidentes |

| La Virgen   | 1 - 0 | Sarapiquí     | 3 de noviembre | La Virgen         |
| FC Chirripó | 0 - 2 | San Rafael    | 3 de noviembre | Los Expresidentes |
| Los Ángeles | 2 - 3 | Santo Domingo | 3 de noviembre | Los Ángeles       |
| Barva       | 2 - 4 | Barrealeña    | 3 de noviembre | San Bartolomé     |

| Sarapiquí     | 2 - 1 | Barrealeña  | 10 de noviembre |  |
| Santo Domingo | 3 - 3 | Barva       | 10 de noviembre |  |
| San Rafael    | 4 - 2 | Los Ángeles | 10 de noviembre |  |
| La Virgen     | 1 - 3 | FC Chirripó | 10 de noviembre |  |

| FC Chirripó | 6 - 2 | Sarapiquí     | 17 de noviembre | San Pablo     |
| Los Ángeles | 1 - 2 | La Virgen     | 17 de noviembre | Los Ángeles   |
| Barva       | 4 - 4 | San Rafael    | 17 de noviembre | San Bartolomé |
| Barrealeña  | 3 - 1 | Santo Domingo | 17 de noviembre | Barreal       |

| Sarapiquí   | 1 - 1 | Santo Domingo | 24 de noviembre | Finca Cuatro      |
| San Rafael  | 2 - 1 | Barrealeña    | 24 de noviembre | Bajo Los Molinos  |
| La Virgen   | 3 - 3 | Barva         | 24 de noviembre | La Virgen         |
| FC Chirripó | 2 - 0 | Los Ángeles   | 24 de noviembre | Los Expresidentes |

| Los Ángeles   | 4 - 1 | Sarapiquí   | 1 de diciembre | Los Ángeles   |
| Barva         | 1 - 3 | Chirripó FC | 1 de diciembre | San Bartolomé |
| Barrealeña    | 2 - 2 | La Virgen   | 1 de diciembre | Barreal       |
| Santo Domingo | 4 - 5 | San Rafael  | 1 de diciembre | Las Quebradas |

| Sarapiquí   | 1 - 4 | San Rafael (Heredia) | 8 de diciembre |  |
| La Virgen   | 0 - 1 | Santo Domingo        | 8 de diciembre |  |
| FC Chirripó | 1 - 4 | Barrealeña           | 8 de diciembre |  |
| Los Ángeles | 2 - 2 | Barva                | 8 de diciembre |  |

| San Rafael    | 0 - 1 | La Virgen   | 13 de diciembre | Yuba Paniagua |
| Barva         | 4 - 0 | Sarapiquí   | 15 de diciembre | San Bartolomé |
| Barrealeña    | 3 - 0 | Los Ángeles | 15 de diciembre | Barreal       |
| Santo Domingo | 2 - 3 | FC Chirripó | 15 de diciembre | Las Quebradas |

### Grupo 3
|  |    | Equipos de fútbol               | PJ | G  | E | P  | GF | GC | Dif | Pts |
|  | -- | ------------------------------- | -- | -- | - | -- | -- | -- | --- | --- |
|  | 1. | Santa Teresita                  | 14 | 11 | 3 | 0  | 30 | 9  | +21 | 36  |
|  | 2. | Valencia                        | 14 | 9  | 1 | 4  | 47 | 21 | +26 | 28  |
|  | 3. | Cipreses                        | 14 | 8  | 3 | 3  | 33 | 22 | +11 | 27  |
|  | 4. | San Rafael Abajo (Desamparados) | 14 | 8  | 1 | 5  | 37 | 27 | +10 | 25  |
|  | 5. | CCDR Curridabat                 | 14 | 7  | 2 | 5  | 37 | 29 | +8  | 23  |
|  | 6. | Danubio                         | 14 | 3  | 4 | 7  | 18 | 37 | -19 | 13  |
|  | 7. | San Gabriel                     | 14 | 2  | 0 | 12 | 15 | 50 | -35 | 6   |
|  | 8. | L.A. Desamparados               | 14 | 1  | 0 | 12 | 22 | 44 | -22 | 3   |

| Danubio          | 4 - 1  | LA Desamparados | 8 de septiembre | Cancha de Salitrillos     |
| San Rafael Abajo | 2 - 3  | Cipreses        | 8 de septiembre | Cancha de S. Rafael Abajo |
| Valencia         | 10 - 0 | San Gabriel     | 8 de septiembre | Estadio Lito Monge        |
| San Luis         | 2 - 1  | Curridabat      | 8 de septiembre | ST Center                 |

| San Luis    | 2 - 0 | Danubio          | 15 de septiembre | ST Center          |
| Curridabat  | 0 - 3 | Valencia         | 15 de septiembre | Estadio Lito Monge |
| San Gabriel | 3 - 4 | San Rafael Abajo | 15 de septiembre | Cancha San Gabriel |
| Cipreses    | 5 - 2 | LA Desamparados  | 15 de septiembre | Cancha Cipreses    |

| San Rafael Abajo | 2 - 1 | Curridabat  | 22 de septiembre |  |
| Valencia         | 0 - 0 | San Luis    | 22 de septiembre |  |
| Danubio          | 1 - 1 | Cipreses    | 27 de octubre    |  |
| LA Desamparados  | 8 - 4 | San Gabriel | 27 de octubre    |  |

| Valencia    | 7 - 0 | Danubio          | 29 de septiembre |  |
| San Luis    | 3 - 2 | San Rafael Abajo | 29 de septiembre |  |
| Curridabat  | 5 - 4 | LA Desamparados  | 29 de septiembre |  |
| San Gabriel | 1 - 2 | Cipreses         | 29 de septiembre |  |

| Danubio          | 1 - 2 | San Gabriel    | 6 de octubre | Cancha de Salitrillos      |
| Cipreses         | 3 - 3 | Curridabat     | 6 de octubre | Cancha de Cipreses         |
| Desamparados     | 2 - 4 | Santa Teresita | 6 de octubre |                            |
| San Rafael Abajo | 1 - 2 | Valencia       | 6 de octubre | Cancha de San Rafael Abajo |

| San Rafael Abajo | 1 - 1 | Danubio         | 13 de octubre |  |
| Valencia         | 6 - 4 | LA Desamparados | 13 de octubre |  |
| San Luis         | 3 - 0 | Cipreses        | 13 de octubre |  |
| Curridabat       | 3 - 1 | San Gabriel     | 13 de octubre |  |

| Danubio      | 1 - 1 | Curridabat         | 20 de octubre | Salitrillos      |
| Cipreses     | 3 - 1 | Valencia           | 20 de octubre | Cipreses         |
| Desamparados | 1 - 2 | San Rafael (Abajo) | 20 de octubre | San Rafael Abajo |
| San Gabriel  | -     | San Luis           | Suspendido    | San Gabriel      |

| Cipreses        | 2 - 1 | San Rafael Abajo | 3 de noviembre | Cipreses    |
| San Gabriel     | 0 - 7 | Valencia         | 3 de noviembre | Salitrillos |
| Curridabat      | 0 - 2 | San Luis         | 3 de noviembre | Lito Monge  |
| LA Desamparados | 0 - 2 | Danubio          | Por reglamento |             |

| Danubio          | 2 - 2 | San Luis    | 10 de noviembre |  |
| Valencia         | 2 - 5 | Curridabat  | 10 de noviembre |  |
| San Rafael Abajo | 5 - 2 | San Gabriel | 10 de noviembre |  |
| LA Desamparados  | -     | Cipreses    | No se programó  |  |

| Cipreses    | 5 - 1 | Danubio          | 17 de noviembre | Cipreses   |
| Curridabat  | 3 - 5 | San Rafael Abajo | 17 de noviembre | Lito Monge |
| San Luis    | 2 - 1 | Valencia         | 17 de noviembre | ST Center  |
| San Gabriel | 2 - 0 | LA Desamparados  | *Reglamento     |            |

| Danubio          | 1 - 2 | Valencia    | 24 de noviembre           | Salitrillos |
| San Rafael Abajo | 0 - 3 | San Luis    | 24 de noviembre           | Cuty Monge  |
| Cipreses         | 2 - 0 | San Gabriel | No se presentó S. Gabriel | Cipreses    |
| LA Desamparados  | 0 - 2 | Curridabat  | No se programa            |             |

| Curridabat  | 4 - 3 | Cipreses         | 1 de diciembre  | Lito Monge |
| Valencia    | 2 - 4 | San Rafael Abajo | 1 de diciembre  | Lito Monge |
| San Gabriel | -     | Danubio          | No se programan |            |
| San Luis    | -     | LA Desamparados  | No se programan |            |

| Danubio         | 1 - 6 | San Rafael Abajo | 8 de diciembre  |  |
| Cipreses        | 1 - 1 | San Luis         | 8 de diciembre  |  |
| LA Desamparados | -     | Valencia         | No se programan |  |
| San Gabriel     | -     | Curridabat       | No se programan |  |

| Curridabat       | 7 - 1 | Danubio         |                    | Lito Monge / 10:00 |
| Valencia         | 2 - 1 | Cipreses        | Lito Monge / 13:30 |                    |
| San Luis         | -     | San Gabriel     | No se programó     |                    |
| San Rafael Abajo | -     | LA Desamparados | No se programó     |                    |

### Grupo 4
|  |    | Equipos de fútbol    | PJ | G | E | P | GF | GC | Dif | Pts |
|  | -- | -------------------- | -- | - | - | - | -- | -- | --- | --- |
|  | 1. | Cahuita              | 11 | 7 | 4 | 0 | 27 | 10 | +17 | 25  |
|  | 2. | Real Pococí          | 12 | 6 | 5 | 1 | 26 | 14 | +12 | 23  |
|  | 3. | Deportivo Caribe Sur | 12 | 7 | 2 | 3 | 30 | 21 | +9  | 23  |
|  | 4. | Limón FC             | 12 | 7 | 1 | 4 | 38 | 22 | +16 | 22  |
|  | 5. | Guácimo              | 12 | 2 | 3 | 7 | 18 | 30 | -12 | 9   |
|  | 6. | Warriors             | 12 | 2 | 2 | 8 | 18 | 32 | -14 | 8   |
|  | 7. | Pocora FC            | 11 | 0 | 3 | 8 | 18 | 46 | -28 | 3   |

| Limón           | 1 - 1 | Real Pococí | 7 de septiembre | Estadio Juan Gobán |
| Caribe Sur      | 0 - 0 | Cahuita     | 8 de septiembre | Puerto Viejo       |
| Pocora          | 2 - 2 | Guácimo     | 8 de septiembre | Cancha de Pocora   |
| Libre: Warriors |       |             |                 |                    |

| Real Pococí  | 3 - 1 | Pocora     | 15 de septiembre | Cancha La Colonia        |
| Guácimo      | 1 - 0 | Caribe Sur | 15 de septiembre | Cancha Guácimo Centro    |
| Cahuita      | 3 - 1 | Warriors   | 15 de septiembre | Cancha de Cahuita Centro |
| Libre: Limón |       |            |                  |                          |

| Warriors       | 3 - 1 | Guácimo     | 22 de septiembre |  |
| Caribe Sur     | 3 - 2 | Real Pococí | 22 de septiembre |  |
| Pocora         | 2 - 5 | Limón FC    | 22 de septiembre |  |
| Libre: Cahuita |       |             |                  |  |

| Limón            | 3 - 0 | Caribe Sur | 22 de septiembre |  |
| Real Pococí      | 1 - 1 | Warriors   | 22 de septiembre |  |
| Guácimo          | 2 - 2 | Cahuita    | 22 de septiembre |  |
| Libre: Pocora FC |       |            |                  |  |

| Cahuita        | 1 - 1 | Real Pococí | 6 de octubre |  |
| Warriors       | 1 - 2 | Limón       | 6 de octubre |  |
| Caribe Sur     | 8 - 1 | Pocora      | 6 de octubre |  |
| Libre: Guácimo |       |             |              |  |

| Pocora            | 2 - 2 | Warriors | 13 de octubre |  |
| Limón             | 1 - 2 | Cahuita  | 13 de octubre |  |
| Real Pococí       | 2 - 0 | Guácimo  | 13 de octubre |  |
| Libre: Caribe Sur |       |          |               |  |

| Guácimo            | 2 - 4 | Limón      | 20 de octubre | Guácimo          |
| Cahuita            | 6 - 2 | Pocora     | 20 de octubre | Cahuita          |
| Warriors           | 1 - 3 | Caribe Sur | 20 de octubre | Siquirres Centro |
| Libre: Real Pococí |       |            |               |                  |

| Cahuita         | 3 - 1 | Caribe Sur | 3 de noviembre | Cahuita    |
| Guácimo         | 1 - 1 | Pocora     | 3 de noviembre | Guácimo    |
| Real Pococí     | 3 - 2 | Limón      | 3 de noviembre | La Colonia |
| Libre: Warriors |       |            |                |            |

| Pocora       | 2 - 7 | Real Pococí | 10 de noviembre |  |
| Caribe Sur   | 2 - 1 | Guácimo     | 10 de noviembre |  |
| Warriors     | 0 - 2 | Cahuita     | 10 de noviembre |  |
| Libre: Limón |       |             |                 |  |

| Guácimo        | 5 - 1 | Warriors   | 17 de noviembre | Guácimo    |
| Real Pococí    | 2 - 2 | Caribe Sur | 17 de noviembre | La Colonia |
| Limón          | 4 - 2 | Pocora     | 17 de noviembre | Juan Gobán |
| Libre: Cahuita |       |            |                 |            |

| Caribe Sur    | 2 - 1 | Limón       | 24 de noviembre | Cocles           |
| Warriors      | 1 - 2 | Real Pococí | 24 de noviembre | Siquirres Centro |
| Cahuita       | 3 - 1 | Guácimo     | 24 de noviembre | Cahuita          |
| Libre: Pocora |       |             |                 |                  |

| Limón          | 5 - 1 | Warriors   | 30 de noviembre | Juan Gobán     |
| Real Pococí    | 0 - 0 | Cahuita    | 1 de diciembre  | Ebal Rodríguez |
| Pocora         | 2 - 4 | Caribe Sur | 1 de diciembre  | Pocora         |
| Libre: Guácimo |       |            |                 |                |

| Warriors          | 3 - 1 | Pocora      | 8 de diciembre |  |
| Cahuita           | 4 - 1 | Limón FC    | 8 de diciembre |  |
| Guácimo           | 0 - 2 | Real Pococí | 8 de diciembre |  |
| Libre: Caribe Sur |       |             |                |  |

| Limón              | 9 - 2 | Guácimo  | 15 de diciembre | Juan Gobán |
| Caribe Sur         | 5 - 4 | Warriors | 15 de diciembre | Cocles     |
| Pocora             | -     | Cahuita  | Suspendido      | Pocora     |
| Libre: Real Pococí |       |          |                 |            |

### Grupo 5
|  |    | Equipos de fútbol | PJ | G  | E | P  | GF | GC | Dif | Pts |
|  | -- | ----------------- | -- | -- | - | -- | -- | -- | --- | --- |
|  | 1. | Municipal Guarco  | 14 | 10 | 3 | 1  | 47 | 16 | +31 | 33  |
|  | 2. | Paraíso Pumas     | 14 | 8  | 2 | 4  | 26 | 18 | +8  | 26  |
|  | 3. | Tirrases          | 14 | 7  | 4 | 33 | 33 | 23 | +10 | 25  |
|  | 4. | Orión FC          | 14 | 5  | 1 | 8  | 24 | 39 | -15 | 16  |
|  | 5. | Tucurrique        | 13 | 2  | 2 | 9  | 18 | 34 | -16 | 8   |
|  | 6. | Praxis            | 12 | 2  | 1 | 9  | 22 | 37 | -15 | 7   |

| Guarco     | 3 - 0 | Praxis   | 27 de octubre   | Cancha Tejar         |
| Tirrases   | 2 - 1 | Pumas    | 8 de septiembre | Cancha Cipreses      |
| Tucurrique | 1 - 2 | Orión FC | 8 de septiembre | Cancha de Tucurrique |

| Praxis   | 2 - 2 | Tucurrique | 15 de septiembre | Estadio Quincho Barquero |
| Pumas    | 1 - 2 | Guarco     | 15 de septiembre | Estadio Quincho Barquero |
| Orión FC | 1 - 1 | Tirrases   | 15 de septiembre | Cancha La Pitahaya       |

| Tucurrique | 1 - 2 | Paraíso Pumas | 22 de septiembre |  |
| Praxis     | 2 - 3 | Orión FC      | 22 de septiembre |  |
| El Guarco  | 4 - 1 | Tirrases      | 22 de diciembre  |  |

| Tirrases      | 3 - 2 | Praxis   | 22 de septiembre |  |
| Tucurrique    | 3 - 3 | Guarco   | 22 de septiembre |  |
| Pumas Paraíso | 2 - 0 | Orión FC | 22 de septiembre |  |

| Pumas Paraíso | 5 - 1 | Praxis     | 6 de octubre  |  |
| Tirrases      | 8 - 2 | Tucurrique | 27 de octubre |  |
| Orión FC      | -     | Guarco     | Suspendido    |  |

| Praxis   | 0 - 1 | Guarco     | 13 de octubre |  |
| Pumas    | 0 - 2 | *Tirrases  | 13 de octubre |  |
| Orión FC | 1 - 2 | Tucurrique | 13 de octubre |  |

| Tucurrique | 3 - 2 | Praxis   | 20 de octubre | Tucurrique   |
| Guarco     | 1 - 1 | Pumas    | 20 de octubre | Dulce Nombre |
| Tirrases   | 3 - 2 | Orión FC | 20 de octubre | Cipreses     |

| Tirrases | 1 - 1 | Guarco     |              | Cipreses |
| Pumas    | 3 - 1 | Tucurrique | Paraíso      |          |
| Orión FC | 3 - 1 | Praxis     | Dulce Nombre |          |

| Guarco | 3 - 1 | Tucurrique    | 10 de noviembre |  |
| Orión  | 1 - 2 | Paraíso Pumas | 10 de noviembre |  |
| Praxis | -     | Tirrases      | No se programó  |  |

| Tucurrique | 2 - 2  | Tirrases      | 17 de noviembre | Tucurrique       |
| Praxis     | 2 - 3  | Pumas Paraíso | 17 de noviembre | Quincho Barquero |
| Guarco     | 11 - 0 | Orión         | 17 de noviembre | Dulce Nombre     |

| Guarco     | 5 - 2 | Praxis        | 24 de noviembre | Dulce Nombre |
| Tirrases   | 2 - 2 | Pumas Paraíso | 24 de noviembre | Cipreses     |
| Tucurrique | 0 - 2 | Orión FC      | 24 de noviembre | Tucurrique   |

| Orión FC      | 0 - 2 | Tirrases         | 1 de diciembre  | La Pitahaya      |
| Paraíso Pumas | 2 - 1 | Municipal Guarco | 1 de diciembre  | Quincho Barquero |
| Praxis        | -     | Tucurrique       | 11 de diciembre | Quincho Barquero |

| Guarco     | 2 - 1 | Tirrases      | 8 de diciembre |  |
| Praxis     | 4 - 2 | Orión FC      | 8 de diciembre |  |
| Tucurrique | -     | Paraíso Pumas | No se programó |  |

| Tirrases      | 3 - 4 | Praxis   | 15 de diciembre | Cipreses         |
| Paraíso Pumas | 0 - 2 | Orión FC | 15 de diciembre | Quincho Barquero |
| Tucurrique    | -     | Guarco   | No se programó  |                  |

### Grupo 6
|  |    | Equipos de fútbol   | PJ | G  | E | P  | GF | GC | Dif | Pts |
|  | -- | ------------------- | -- | -- | - | -- | -- | -- | --- | --- |
|  | 1. | Municipal Quepos    | 14 | 11 | 1 | 2  | 47 | 21 | +26 | 34  |
|  | 2. | Municipal Parrita   | 14 | 9  | 3 | 2  | 40 | 22 | +18 | 30  |
|  | 3. | Colorado Corredores | 14 | 6  | 4 | 4  | 35 | 31 | +4  | 22  |
|  | 4. | Atlético Quepos     | 14 | 6  | 3 | 5  | 23 | 24 | -1  | 21  |
|  | 5. | Municipal Golfito   | 14 | 5  | 4 | 5  | 39 | 31 | +8  | 19  |
|  | 6. | Olla Cero           | 14 | 3  | 3 | 8  | 25 | 43 | -18 | 12  |
|  | 7. | Juventud Uvita      | 14 | 2  | 4 | 8  | 25 | 45 | -20 | 10  |
|  | 8. | Playón Parrita      | 14 | 3  | 0 | 11 | 28 | 45 | -17 | 9   |

| Playón San Isidro | 2 - 3 | J. Uvita          | 8 de septiembre | San Isidro     |
| Atlético Quepos   | 1 - 5 | Municipal Parrita | 8 de septiembre | Manuel Antonio |
| Corredores        | 1 - 1 | Olla Cero         | 8 de septiembre | Corredores     |
| Golfito           | 3 - 4 | Municipal Quepos  | 8 de septiembre | Golfito        |

| Municipal Golfito | 4 - 0 | Playón Parrita  | 15 de septiembre | Estadio Fortunato Atencio |
| Municipal Quepos  | 8 - 3 | Corredores      | 15 de septiembre | Damas de Quepos           |
| Olla Cero         | 0 - 2 | Atlético Quepos | 15 de septiembre | Cancha Olla Cero          |
| Municipal Parrita | 1 - 1 | Juventud Uvita  | 15 de septiembre | Estadio de Parrita        |

| Playón Parrita      | 1 - 7 | Municipal Parrita | 22 de septiembre |  |
| Juventud Uvita      | 2 - 2 | Olla Cero         | 22 de septiembre |  |
| Atlético Quepos     | 3 - 1 | Municipal Quepos  | 22 de septiembre |  |
| Colorado Corredores | 1 - 2 | Golfito           | 22 de septiembre |  |

| Corredores       | 4 - 3 | Playón Parrita  | 29 de septiembre |  |
| Golfito          | 1 - 1 | Atlético Quepos | 29 de septiembre |  |
| Olla Cero        | 3 - 1 | Parrita         | 29 de septiembre |  |
| Municipal Quepos | 9 - 0 | Juventud Uvita  | 29 de septiembre |  |

| Playón Parrita    | 6 - 0 | Olla Cero        | 6 de octubre |  |
| Municipal Parrita | 4 - 1 | Municipal Quepos | 6 de octubre |  |
| Juventud Uvita    | 2 - 2 | Golfito          | 6 de octubre |  |
| Atlético Quepos   | 2 - 2 | Corredores       | 6 de octubre |  |

| Atlético Quepos   | 2 - 1 | Playón Parrita    | 13 de octubre |  |
| Corredores        | 3 - 3 | Juventud Uvita    | 13 de octubre |  |
| Municipal Golfito | 3 - 4 | Municipal Parrita | 13 de octubre |  |
| Municipal Quepos  | 4 - 0 | Olla Cero         | 13 de octubre |  |

| Playón Parrita    | 0 - 1 | Municipal Quepos  | 20 de octubre | Playón San Isidro |
| Olla Cero         | 1 - 6 | Municipal Golfito | 20 de octubre | Olla Cero         |
| Municipal Parrita | 2 - 1 | Corredores        | 20 de octubre | Parrita           |
| Juventud Uvita    | 2 - 3 | Atlético Quepos   | 20 de octubre | Uvita             |

| Juventud Uvita    | 1 - 3 | Playón Parrita  | 3 de noviembre | Uvita     |
| Municipal Parrita | 3 - 2 | Atlético Quepos | 3 de noviembre | Parrita   |
| Olla Cero         | 0 - 1 | Corredores      | 3 de noviembre | Olla Cero |
| Municipal Quepos  | 4 - 1 | Golfito         | 3 de noviembre | Damas     |

| Playón Parrita  | 4 - 2 | Golfito           | 10 de noviembre |  |
| Corredores      | 2 - 3 | Municipal Quepos  | 10 de noviembre |  |
| Atlético Quepos | 3 - 0 | Olla Cero         | 10 de noviembre |  |
| Juventud Uvita  | 2 - 3 | Municipal Parrita | 10 de noviembre |  |

| Municipal Parrita | 3 - 1 | Playón Parrita  | 17 de noviembre | Municipal de Parrita |
| Olla Cero         | 6 - 2 | Juventud Uvita  | 17 de noviembre | Olla Cero            |
| Municipal Quepos  | 1 - 0 | Atlético Quepos | 17 de noviembre | Damas                |
| Golfito           | 2 - 3 | Corredores      | 17 de noviembre | Fortunato Atencio    |

| Playón Parrita    | 3 - 6 | Corredores       | 24 de noviembre | San Isidro de Parrita |
| Atlético Quepos   | 1 - 1 | Golfito          | 24 de noviembre | Manuel Antonio        |
| Juventud Uvita    | 2 - 4 | Municipal Quepos | 24 de noviembre | Uvita                 |
| Municipal Parrita | 4 - 1 | Olla Cero        | 24 de noviembre | Municipal de Parrita  |

| Olla Cero         | 6 - 1 | Playón Parrita    | 1 de diciembre | Olla Cero         |
| Municipal Quepos  | 2 - 0 | Municipal Parrita | 1 de diciembre | Damas             |
| Municipal Golfito | 1 - 0 | Juventud Uvita    | 1 de diciembre | Fortunato Atencio |
| Corredores        | 2 - 0 | Atlético Quepos   | 1 de diciembre | Corredores        |

| Playón Parrita    | 1 - 2 | Atlético Quepos   | 8 de diciembre |  |
| Juventud Uvita    | 1 - 5 | Corredores        | 8 de diciembre |  |
| Municipal Parrita | 2 - 2 | Municipal Golfito | 8 de diciembre |  |
| Olla Cero         | 1 - 1 | Municipal Quepos  | 8 de diciembre |  |

| Municipal Quepos  | 4 - 2 | Playón Parrita    | 15 de diciembre | Damas             |
| Municipal Golfito | 9 - 4 | Olla Cero         | 15 de diciembre | Fortunato Atencio |
| Corredores        | 1 - 1 | Municipal Parrita | 15 de diciembre | Corredores        |
| Atlético Quepos   | 1 - 4 | Juventud Uvita    | 15 de diciembre | Rancho Grande     |

### Grupo 7
|  |    | Equipos de fútbol     | PJ | G  | E | P  | GF | GC | Dif | Pts |
|  | -- | --------------------- | -- | -- | - | -- | -- | -- | --- | --- |
|  | 1. | ADR Esparza           | 14 | 10 | 2 | 2  | 40 | 14 | +26 | 32  |
|  | 2. | Puntarenas Junior     | 14 | 9  | 2 | 3  | 33 | 24 | +9  | 29  |
|  | 3. | Selección de Canoas   | 14 | 9  | 1 | 4  | 40 | 25 | +15 | 28  |
|  | 4. | COFUTPA (Palmares)    | 14 | 6  | 5 | 3  | 25 | 17 | +8  | 23  |
|  | 5. | Sarchí                | 14 | 7  | 1 | 3  | 29 | 21 | +8  | 22  |
|  | 6. | A.D. Zarcero          | 14 | 3  | 2 | 9  | 33 | 44 | -11 | 11  |
|  | 7. | Deportivo El Labrador | 14 | 3  | 0 | 11 | 23 | 50 | -27 | 9   |
|  | 8. | A.D. San Pedreña      | 14 | 1  | 3 | 10 | 14 | 41 | -27 | 6   |

| Puntarenas Jr | 0 - 3 | ADR Esparza | 8 de septiembre | Cancha Puerto Redondo   |
| Canoas        | 7 - 1 | El Labrador | 8 de septiembre | Cancha de Canoas        |
| Zarcero       | 1 - 1 | San Pedreña | 8 de septiembre | Estadio de Tapezco      |
| Cofutpa       | 2 - 0 | Sarchí      | 8 de septiembre | Estadio Palmareño Solís |

| Sarchí      | 3 - 1 | Zarcero       | 14 de septiembre | Estadio Eliécer Pérez         |
| Cofutpa     | 1 - 1 | Puntarenas Jr | 15 de septiembre | Cancha La Granja              |
| San Pedreña | 0 - 2 | Canoas        | 15 de septiembre | Estadio Eliécer Pérez         |
| El Labrador | 0 - 5 | Esparza       | 15 de septiembre | Estadio Labrador de San Mateo |

| Zarcero       | 3 - 3 | Cofutpa Palmares | 22 de septiembre |  |
| Puntarenas Jr | 5 - 3 | Labrador         | 27 de octubre    |  |
| Esparza       | 4 - 0 | Sanpedreña       | 27 de octubre    |  |
| Canoas        | 4 - 3 | Sarchí           | 27 de octubre    |  |

| Zarcero    | 2 - 4 | Puntarenas Jr | 29 de septiembre |  |
| Cofutpa    | 2 - 1 | Canoas        | 29 de septiembre |  |
| Esparza    | 3 - 1 | Sarchí        | 29 de septiembre |  |
| Sanpedreña | 1 - 4 | Labrador      | 29 de septiembre |  |

| Puntarenas Jr | 5 - 0 | San Pedreña | 6 de octubre |  |
| Labrador      | 2 - 1 | Sarchí      | 6 de octubre |  |
| Esparza       | 1 - 1 | Cofutpa     | 6 de octubre |  |
| Canoas        | 4 - 3 | Zarcero     | 6 de octubre |  |

| Canoas  | 1 - 2 | Puntarenas Juniors | 13 de octubre |               |
| Zarcero | 1 - 0 | Esparza            | 13 de octubre | Tapezco       |
| Cofutpa | 5 - 2 | Labrador           | 13 de octubre |               |
| Sarchí  | 3 - 2 | Sanpedreña         | 13 de octubre | Eliécer Pérez |

| Puntarenas Junior | 1 - 0 | Sarchí  | 20 de octubre | Lito Pérez           |
| San Pedreña       | 2 - 4 | Cofutpa | 20 de octubre | Eliécer Pérez        |
| Labrador          | 4 - 1 | Zarcero | 20 de octubre | Labrador (San Mateo) |
| Esparza           | 2 - 2 | Canoas  | 20 de octubre | Los Nances           |

| Esparza     | 4 - 1 | Puntarenas Jr | 3 de noviembre | Nances        |
| El Labrador | 2 - 3 | Canoas        | 3 de noviembre | El Labrador   |
| San Pedreña | 2 - 8 | Zarcero       | 3 de noviembre | San Pedro     |
| Sarchí      | 1 - 0 | Cofutpa       | 3 de noviembre | Eliécer Pérez |

| Puntarenas Junior | 0 - 0 | Cofutpa     | 10 de noviembre |  |
| Zarcero           | 0 - 2 | Sarchí      | 10 de noviembre |  |
| Canoas            | 4 - 0 | San Pedreña | 10 de noviembre |  |
| Esparza           | 3 - 0 | El Labrador | 10 de noviembre |  |

| El Labrador | 2 - 6 | Puntarenas Junior | 17 de noviembre | Labrador            |
| San Pedreña | 0 - 1 | Esparza           | 17 de noviembre | San Pedro de Sarchí |
| Sarchí      | 1 - 0 | Canoas            | 17 de noviembre | Eliécer Pérez       |
| Cofutpa     | 3 - 0 | Zarcero           | 17 de noviembre | Palmareño Solís     |

| Puntarenas Junior | 4 - 2 | Zarcero     | 24 de noviembre | Lito Pérez            |
| Canoas            | 3 - 1 | Cofutpa     | 24 de noviembre | Canoas                |
| Sarchí            | 2 - 3 | Esparza     | 24 de noviembre | Eliécer Pérez         |
| Labrador          | 1 - 3 | San Pedreña | 24 de noviembre | Labrador de San Mateo |

| San Pedreña | 0 - 1 | Puntarenas Junior | 1 de diciembre | San Pedro       |
| Sarchí      | 3 - 0 | El Labrador       | 1 de diciembre | Eliécer Pérez   |
| Cofutpa     | 1 - 3 | Esparza           | 1 de diciembre | Palmareño Solís |
| Zarcero     | 3 - 6 | Canoas            | 1 de diciembre | Tapezco         |

| Puntarenas Junior | 3 - 0 | Canoas  | 8 de diciembre |  |
| Esparza           | 6 - 2 | Zarcero | 8 de diciembre |  |
| San Pedreña       | 3 - 3 | Sarchí  | 8 de diciembre |  |
| El Labrador       | -     | Cofutpa | Suspendido     |  |

| Cofutpa | 0 - 0 | San Pedreña       | 12 de diciembre | Palmareño Solís |
| Sarchí  | 6 - 0 | Puntarenas Junior | 15 de diciembre | Eliécer Pérez   |
| Zarcero | 6 - 2 | El Labrador       | 15 de diciembre | Tapezco         |
| Canoas  | 3 - 2 | Esparza           | 15 de diciembre | Canoas          |

### Grupo 8
|  |    | Equipos de fútbol | PJ | G | E | P  | GF | GC | Dif | Pts |
|  | -- | ----------------- | -- | - | - | -- | -- | -- | --- | --- |
|  | 1. | ADR Cóbano        | 12 | 9 | 2 | 1  | 30 | 15 | +15 | 29  |
|  | 2. | AD Santa Rosa     | 12 | 7 | 4 | 1  | 41 | 24 | +17 | 25  |
|  | 3. | ARSA Chira-Venado | 12 | 6 | 1 | 5  | 32 | 27 | +5  | 19  |
|  | 4. | San Buenaventura  | 12 | 5 | 3 | 4  | 31 | 35 | -4  | 18  |
|  | 5. | AD Cuajiniquil    | 12 | 5 | 2 | 5  | 27 | 23 | +4  | 17  |
|  | 6. | La Fortuna        | 12 | 3 | 1 | 8  | 22 | 36 | -14 | 10  |
|  | 7. | Ruiz Moracia (*)  | 12 | 0 | 1 | 11 | 18 | 44 | -26 | 1   |

| Isla Venado | 2 - 1 | La Fortuna      | 8 de septiembre | Cancha de Florida     |
| Santa Rosa  | 3 - 1 | Ruiz Moracia    | 8 de septiembre | Cancha de Santa Rosa  |
| Cuajiniquil | 2 - 1 | ADR Cóbano      | 8 de septiembre | Cancha de Cuajiniquil |
| Sardinal    | 3 - 4 | Sanbuenaventura | 8 de septiembre | Cancha de Sardinal    |

| Sardinal         | 3 - 5 | Isla Venado | 15 de septiembre | Cancha Sardinal  |
| San Buenaventura | 2 - 1 | Cuajiniquil | 15 de septiembre | San Buenaventura |
| Cóbano           | 2 - 1 | Santa Rosa  | 15 de septiembre | Cancha de Cóbano |
| Ruiz Moracia     | 0 - 2 | La Fortuna  | No se programa   |                  |

| Isla Venado | 5 - 3 | Ruiz Moracia     | 22 de septiembre |  |
| La Fortuna  | 2 - 3 | ADR Cóbano       | 22 de septiembre |  |
| Santa Rosa  | 3 - 3 | San Buenaventura | 22 de septiembre |  |
| Cuajiniquil | 2 - 1 | Sardinal         | 22 de septiembre |  |

| Cuajiniquil      | 5 - 1 | ARSA Chira Venado | 29 de septiembre |  |
| Sardinal         | 2 - 1 | Santa Rosa        | 29 de septiembre |  |
| San Buenaventura | 4 - 4 | La Fortuna        | 29 de septiembre |  |
| ADR Cóbano       | 2 - 1 | Ruiz Moracia      | 29 de septiembre |  |

| ARSA Chira Venado | 3 - 4 | ADR Cóbano       | 6 de octubre |  |
| Ruiz Moracia      | 2 - 5 | San Buenaventura | 6 de octubre |  |
| La Fortuna        | 3 - 2 | Sardinal         | 6 de octubre |  |
| Santa Rosa        | 4 - 1 | Cuajiniquil      | 6 de octubre |  |

| Santa Rosa          | 1 - 0 | ARSA Chira Venado | 13 de octubre |  |
| Cuajiniquil         | 2 - 1 | La Fortuna        | 13 de octubre |  |
| San Buenaventura    | 1 - 1 | Cóbano            | 13 de octubre |  |
| Libre: Ruiz Moracia |       |                   |               |  |

| ARSA Chira Venado | 4 - 1 | San Buenaventura | 20 de octubre | Montero Palito |
| Ruiz Moracia      | 3 - 3 | Cuajiniquil      | 20 de octubre | San Roque      |
| La Fortuna        | 3 - 5 | Santa Rosa       | 20 de octubre | Miravalles     |
| Libre: Cóbano     |       |                  |               |                |

| La Fortuna              | 2 - 3 | Isla Venado | 3 de noviembre | La Fortuna       |
| Ruiz Moracia            | 3 - 5 | Santa Rosa  | 3 de noviembre | La Victoria      |
| Cóbano                  | 3 - 0 | Cuajiniquil | 3 de noviembre | Valentín Jiménez |
| Libre: San Buenaventura |       |             |                |                  |

| Cuajiniquil              | 7 - 0 | San Buenaventura | 10 de noviembre |  |
| Santa Rosa               | 3 - 3 | Cóbano           | 10 de noviembre |  |
| La Fortuna               | 4 - 2 | Ruiz Moracia     | 10 de noviembre |  |
| Libre: ARSA Chira Venado |       |                  |                 |  |

| Ruiz Moracia       | 1 - 6 | ARSA Chira Venado | 17 de noviembre | San Roque        |
| Cóbano             | 2 - 0 | La Fortuna        | 17 de noviembre | Cóbano           |
| San Buenaventura   | 1 - 5 | Santa Rosa        | 17 de noviembre | San Buenaventura |
| Libre: Cuajiniquil |       |                   |                 |                  |

| ARSA Chira Venado | 3 - 0 | Cuajiniquil      | 24 de noviembre | La Florida |
| La Fortuna        | 1 - 6 | San Buenaventura | 24 de noviembre | La Fortuna |
| Ruiz Moracia      | 1 - 4 | Cóbano           | 24 de noviembre | San Roque  |
| Libre: Santa Rosa |       |                  |                 |            |

| Cóbano           | 3 - 1 | ARSA Chira Venado | 1 de diciembre | Cóbano           |
| San Buenaventura | 3 - 2 | Ruiz Moracia      | 1 de diciembre | San Buenaventura |
| Cuajiniquil      | 3 - 3 | Santa Rosa        | 1 de diciembre | La Cruz          |
| Libre:           |       |                   |                |                  |

| ARSA Chira Venado   | 1 - 1 | Santa Rosa       | 8 de diciembre |  |
| La Fortuna          | 2 - 1 | Cuajiniquil      | 8 de diciembre |  |
| Cóbano              | 2 - 0 | San Buenaventura | 8 de diciembre |  |
| Libre: Ruiz Moracia |       |                  |                |  |

| San Buenaventura | 5 - 3 | ARSA Chira Venado | 15 de diciembre | San Buenaventura |
| Cuajiniquil      | 2 - 0 | Ruiz Moracia      | 15 de diciembre | La Cruz          |
| Santa Rosa       | 7 - 0 | La Fortuna        | 15 de diciembre | Santa Rosa       |
| Libre: Cóbano    |       |                   |                 |                  |

## Dieciseisavos de final
| 2 de marzo de 2014 | Barrealeña | 1 - 0 | Santa Ana | Cancha Barreal, Heredia |  |

| 9 de marzo de 2014 | Santa Ana | 4 - 0 | Barrealeña | Estadio Piedades, Santa Ana  |  |
|                    |           |       |            | Árbitro(s): Greivin Guadamuz |  |

| 2 de marzo de 2014 | Atlético Junior | 0 - 2 | San Rafael (H) | Cancha Hatillo 8, Hatillo |  |

| 9 de marzo de 2014 | San Rafael (H) | 2 - 3 | Atlético Junior | Estadio Yuba Paniagua, San Rafael |  |
|                    |                |       |                 | Árbitro(s): Dennis Segura         |  |

| 2 de marzo de 2014 | Santo Domingo | SUSP. | Sagrada Familia | Cancha Las Quebradas, Santo Domingo |  |

| 9 de marzo de 2014 | Sagrada Familia | 1 - 2 | Santo Domingo | Estadio Teodoro Picado, Hatillo |  |
|                    |                 |       |               | Árbitro(s): Geovanny León       |  |

| 2 de marzo de 2014 | BCJ Uruca | 2 - 2 | Chirripó | Cancha Hatillo 8, Hatillo |  |

| 9 de marzo de 2014 | Chirripó | 4 - 3 | BCJ Uruca | Cancha San Pablo Centro, San Pablo |  |
|                    |          |       |           | Árbitro(s): Óscar Guzmán           |  |

| 2 de marzo de 2014 | Caribe Sur | 1 - 3 | San Luis | Cancha Puerto Viejo, Puerto Viejo |  |

| 9 de marzo de 2014 | San Luis | 1 - 2 | Caribe Sur | ST Center, Aserrí        |  |
|                    |          |       |            | Árbitro(s): Joan Montero |  |

| 2 de marzo de 2014 | San Rafael Abajo | 2 - 1 | Cahuita | Cancha San Rafael Abajo, San Rafael Abajo |  |

| 9 de marzo de 2014 | Cahuita | 3 - 0 | San Rafael Abajo | Cancha Puerto Viejo, Puerto Viejo |  |
|                    |         |       |                  | Árbitro(s): Andrés Araya          |  |

| 2 de marzo de 2014 | Limón | 3 - 1 | Valencia | Estadio Juan Gobán, Limón |  |

| 9 de marzo de 2014 | Valencia | 2 - 1 | Limón | Estadio Lito Monge, Curridabat |  |
|                    |          |       |       | Árbitro(s): Ronny Álvarez      |  |

| 2 de marzo de 2014 | Cipreses | 0 - 1 | Real Pococí | Cancha Cipreses, Curridabat |  |

| 9 de marzo de 2014 | Real Pococí | 2 - 0 | Cipreses | Cancha La Colonia, Pococí  |  |
|                    |             |       |          | Árbitro(s): Geovanny Reyes |  |

| 2 de marzo de 2014 | Colorado Corredores | 0 - 3 | Municipal Guarco | Cancha Colorado, Abangares |  |

| 9 de marzo de 2014 | Municipal Guarco | 2 - 0 | Colorado Corredores | Cancha El Tejar, El Tejar  |  |
|                    |                  |       |                     | Árbitro(s): Jonathan Dixon |  |

| 2 de marzo de 2014 | Orión FC | 1 - 1 | Municipal Quepos | Cancha La Pitahaya, Paraíso |  |

| 9 de marzo de 2014 | Municipal Quepos | 5 - 0 | Orión FC | Estadio Damas, Quepos    |  |
|                    |                  |       |          | Árbitro(s): Jorge Solano |  |

| 2 de marzo de 2014 | Golfito | 2 - 1 | Tirrases | Estadio Fortunato Atencio, Golfito |  |

| 9 de marzo de 2014 | Tirrases | 3 - 2 | Golfito | Estadio Lito Monge, Curridabat |  |
|                    |          |       |         | Árbitro(s): Róger Varela       |  |

| 2 de marzo de 2014 | Praxis | 1 - 1 | Parrita | Estadio Quincho Barquero, Paraíso |  |

| 9 de marzo de 2014 | Parrita | 2 - 1 | Praxis | Estadio Municipal de Parrita, Parrita |  |
|                    |         |       |        | Árbitro(s): Sidiel Barquero           |  |

| 2 de marzo de 2014 | ARSA Chira Venado | 3 - 0 | ADR Esparza | Cancha La Florida, Isla de Chira |  |

| 9 de marzo de 2014 | ADR Esparza | 4 - 5 | ARSA Chira Venado | Cancha Nances, Esparza   |  |
|                    |             |       |                   | Árbitro(s): Julio Quirós |  |

| 2 de marzo de 2014 | Puntarenas Junior | 1 - 1 | Cóbano | Estadio Lito Pérez, Puntarenas |  |

| 9 de marzo de 2014 | Cóbano | 0 - 2 | Puntarenas Junior | Estadio Cóbano, Cóbano  |  |
|                    |        |       |                   | Árbitro(s): Óscar Ureña |  |

| 2 de marzo de 2014 | Cuajiniquil | 1 - 1 | Canoas | Cancha Cuajiniquil, Santa Rosa |  |

| 9 de marzo de 2014 | Canoas | 2 - 1 | Cuajiniquil | Cancha Canoas, Alajuela    |  |
|                    |        |       |             | Árbitro(s): Óscar González |  |

| 2 de marzo de 2014 | Sarchí | 3 - 2 | Santa Rosa | Eliécer Pérez, Valverde Vega |  |

| 9 de marzo de 2014 | Santa Rosa | 1 - 1 | Sarchí | Cancha Santa Rosa, Santa Rosa |  |
|                    |            |       |        | Árbitro(s): Ronald Agüero     |  |

## Octavos de final
| 16 de marzo de 2014 | S. Rafael Heredia | 1 - 2 | Santa Ana | Estadio Yuba Paniagua, San Rafael |  |

| 23 de marzo de 2014 | Santa Ana | 2 - 0 | San Rafael Heredia | Estadio de Piedades, Santa Ana |  |
|                     |           |       |                    | Árbitro(s): Jason Madríz       |  |

| 16 de marzo de 2014 | Sagrada Familia | 1 - 1 | Chirripó | Estadio Teodoro Picado, Hatillo |  |

| 23 de marzo de 2014 | Chirripó | 2 - 3 | Sagrada Familia                               | Cancha San Pablo Centro, San Pablo |                          |
|                     |          |       | Paulo García · Jeffry Castro · Andrey Sánchez | Árbitro(s): Eddy Montoya           | Árbitro(s): Eddy Montoya |

| 16 de marzo de 2014 | Cahuita | 4 - 3 | San Luis | Cancha Puerto Viejo, Cahuita |  |

| 23 de marzo de 2014 | San Luis | 5 - 3 | Cahuita | Estadio ST Center, Aserrí |  |
|                     |          |       |         | Árbitro(s): Rigo Prendas  |  |

| 16 de marzo de 2014 | Valencia | 2 - 3 | Real Pococí | Estadio Lito Monge, Curridabat |  |

| 23 de marzo de 2014 | Real Pococí                     | 4 - 1 | Valencia | Cancha La Colonia, Pococí |                          |
|                     | Jarley Tenorio · Manrique López |       |          | Árbitro(s): Joan Montero  | Árbitro(s): Joan Montero |

| 16 de marzo de 2014 | Municipal Quepos | 1 - 0 | Municipal Guarco | Estadio Damas, Quepos |  |

| 23 de marzo de 2014 | Municipal Guarco | 2 - 0 | Municipal Quepos | Estadio de El Tejar, El Guarco |                          |
|                     | Jairo Solano     |       |                  | Árbitro(s): Josué Ugalde       | Árbitro(s): Josué Ugalde |

| 16 de marzo de 2014 | Municipal Parrita | 1 - 0 | Municipal Golfito | Estadio Municipal de Parrita, Parrita |  |

| 23 de marzo de 2014 | Municipal Golfito | SUSP. | Municipal Parrita | Estadio Fortunato Atencio, Golfito |  |
|                     |                   |       |                   | Árbitro(s): Manuel Brenes          |  |

| 16 de marzo de 2014 | Chira Venada | 1 - 2 | Puntarenas Junior | Cancha Isla Venado, Isla Venado |  |

| 23 de marzo de 2014 | Puntarenas Junior | 3 - 4 (5 - 4) | Isla Venado | Estadio Lito Pérez, Puntarenas |  |
|                     |                   |               |             | Árbitro(s): Ronald Agüero      |  |

| 16 de marzo de 2014 | Canoas | 3 - 1 | Sarchí | Cancha de Canoas, Alajuela |  |

| 23 de marzo de 2014 | Sarchí                                                              | 4 - 0 | Canoas | Estadio Eliécer Pérez, Valverde Vega |                                |
|                     | Ángelo Hernández · Carlos Alfaro · Gustavo Hernández · John Sánchez |       |        | Árbitro(s): Cristian Rodríguez       | Árbitro(s): Cristian Rodríguez |

### Cuartos de final
| 18 de mayo de 2014 - 11:00 | Sagrada Familia | 1 - 1 | Santa Ana | Estadio Teodoro Picado, Hatillo |                           |
|                            | Cárdenas        |       | Arguedas  | Árbitro(s): Ronny Álvarez       | Árbitro(s): Ronny Álvarez |

| 20 de abril de 2014 - 15:00 | Santa Ana | 2 - 0 | Sagrada Familia | Estadio Nicolás Macís, Escazú |  |

| 18 de mayo de 2014 - 15:15 | San Luis | 0 - 1 | Real Pococí | ST Center, Aserrí         |                           |
|                            |          |       | Solano      | Árbitro(s): Geovanny León | Árbitro(s): Geovanny León |

| 20 de abril de 2014 - 11:00 | Real Pococí | 6 - 4 | San Luis | Cancha La Colonia, Pococí |  |

| 18 de mayo de 2014 - 13:00 | Golfito | 0 - 3 | Municipal Guarco         | Polideportivo de Río Claro, Golfito |                              |
|                            |         |       | Tatum · Solano · Navarro | Árbitro(s): Wanelser Prendas        | Árbitro(s): Wanelser Prendas |

| 20 de abril de 2014 - 11:00 | Municipal Guarco | 4 - 2 | Golfito | Cancha El Tejar, El Tejar |  |

| 18 de mayo de 2014 - 11:00 | Selección de Canoas   | 2 - 1 | Puntarenas Junior | Cancha de Canoas, Alajuela |                          |
|                            | Villalobos · González |       | Nicaragua         | Árbitro(s): Andrés Araya   | Árbitro(s): Andrés Araya |

| 20 de abril de 2014 - 13:00 | Puntarenas Junior | 1 - 2 | Selección de Canoas | Estadio Lito Pérez, Puntarenas |  |

## Semifinales
| 1 de junio de 2014 - 11:00 | Selección de Canoas | 1 - 2 | Municipal Guarco | Estadio Carlos Alvarado, Santa Bárbara |  |
|                            |                     |       |                  | Árbitro(s): Josué Ugalde               |  |

| 8 de junio de 2014 | Municipal Guarco  | 4 - 4 | Selección de Canoas | Estadio Fello Meza, Cartago |  |
|                    | Quiñones · Solano |       | León · Villalobos   |                             |  |

| 1 de junio de 2014 - 13:00 | Real Pococí | 1 - 1 | Santa Ana | Estadio Ebal Rodríguez, Pococí |  |
|                            |             |       |           | Árbitro(s): Jason Madríz       |  |

| 8 de junio de 2014 | Santa Ana | 1 - 3 | Real Pococí        | Estadio Ernesto Rohrmoser, Pavas |  |
|                    | Downs     |       | Azofeifa · Tenorio |                                  |  |

## Finales

### Final - Ida
| 1     | POR   | Walter Bonilla      |     |
| 2     | DEF   | Jason Caravaca      | 68' |
| 5     | DEF   | Luis Fernando Rojas |     |
| 20    | DEF   | Rónald Rodríguez    |     |
| 18    | DEF   | Andrés Delgado      |     |
| 12    | MED   | Yisnery Durán       |     |
| 13    | MED   | Jason Esquivel      |     |
| 19    | MED   | Yosell Quintero     | 73' |
| 11    | MED   | Leonardo Azofeifa   |     |
| 10    | DEL   | Marlon Arias        | 60' |
| 9     | DEL   | Jarley Tenorio      |     |
| D. T. | D. T. | Walter Cortés       |     |

| 1     | POR   | Állan Bolaños        |     |
| 17    | DEF   | Aarón Cordero        |     |
| 2     | DEF   | Esteban Berrocal     | 44' |
| 3     | DEF   | José Rojas           |     |
| 20    | DEF   | Juan Carlos González |     |
| 25    | MED   | Humberto Calvo       |     |
| 21    | MED   | Luis Víquez          | 55' |
| 7     | MED   | Olman Núñez          | 70' |
| 10    | MED   | Josué Villalobos     | 80' |
| 9     | DEL   | German Berrocal      |     |
| 15    | DEL   | Geilor León          |     |
| D. T. | D. T. | Edgar Gómez          |     |

| 7  | Centrocampista | Manrique Rodríguez | 60' |
| 14 | Centrocampista | Jonathan Castrillo | 68' |
| 26 | Centrocampista | Dennis Aguilar     | 73' |

| 13 | Defensa        | Juan Núñez      | 44' |
| 4  | Defensa        | Óscar Cháves    | 45' |
| 8  | Centrocampista | Bryan Barrantes | 55' |
| 11 | Centrocampista | Luis Artavia    | 70' |
| 5  | Defensa        | Pablo Rodríguez | 80' |

| 53' | Jason Caravaca | 1:2 |

| 42' · 50' | Geilor León Olman Núñez | 0:1 0:2 |

| 20' · 81' | Rónald Rodríguez Luis Rojas |

| 17' · 24' · 30' · 36' · 45' · 54' · 85' | Luis Víquez Esteban Berrocal Josué Villalobos Humberto Calvo José Rojas German Berrocal Juan Carlos González |

| 28' · 39' | Rónald Rodríguez Leonardo Azofeifa |

| 39' | Aarón Cordero |

| Principal | William Rodríguez |

|                    |   |   |
| Tiros              | - | - |
| Tiros a puerta     | - | - |
| Faltas             | - | - |
| Saques de esquina  | - | - |
| Penaltis           | - | - |
| Fueras de juego    | - | - |
| Posesión del balón | % | % |

| Alineación inicial |

| 1     | POR   | Walter Bonilla      |     |
| 2     | DEF   | Jason Caravaca      | 68' |
| 5     | DEF   | Luis Fernando Rojas |     |
| 20    | DEF   | Rónald Rodríguez    |     |
| 18    | DEF   | Andrés Delgado      |     |
| 12    | MED   | Yisnery Durán       |     |
| 13    | MED   | Jason Esquivel      |     |
| 19    | MED   | Yosell Quintero     | 73' |
| 11    | MED   | Leonardo Azofeifa   |     |
| 10    | DEL   | Marlon Arias        | 60' |
| 9     | DEL   | Jarley Tenorio      |     |
| D. T. | D. T. | Walter Cortés       |     |

| 1     | POR   | Állan Bolaños        |     |
| 17    | DEF   | Aarón Cordero        |     |
| 2     | DEF   | Esteban Berrocal     | 44' |
| 3     | DEF   | José Rojas           |     |
| 20    | DEF   | Juan Carlos González |     |
| 25    | MED   | Humberto Calvo       |     |
| 21    | MED   | Luis Víquez          | 55' |
| 7     | MED   | Olman Núñez          | 70' |
| 10    | MED   | Josué Villalobos     | 80' |
| 9     | DEL   | German Berrocal      |     |
| 15    | DEL   | Geilor León          |     |
| D. T. | D. T. | Edgar Gómez          |     |

| 7  | Centrocampista | Manrique Rodríguez | 60' |
| 14 | Centrocampista | Jonathan Castrillo | 68' |
| 26 | Centrocampista | Dennis Aguilar     | 73' |

| 13 | Defensa        | Juan Núñez      | 44' |
| 4  | Defensa        | Óscar Cháves    | 45' |
| 8  | Centrocampista | Bryan Barrantes | 55' |
| 11 | Centrocampista | Luis Artavia    | 70' |
| 5  | Defensa        | Pablo Rodríguez | 80' |

| 53' | Jason Caravaca | 1:2 |

| 42' · 50' | Geilor León Olman Núñez | 0:1 0:2 |

| 20' · 81' | Rónald Rodríguez Luis Rojas |

| 17' · 24' · 30' · 36' · 45' · 54' · 85' | Luis Víquez Esteban Berrocal Josué Villalobos Humberto Calvo José Rojas German Berrocal Juan Carlos González |

| 28' · 39' | Rónald Rodríguez Leonardo Azofeifa |

| 39' | Aarón Cordero |

| Principal | William Rodríguez |

|                    |   |   |
| Tiros              | - | - |
| Tiros a puerta     | - | - |
| Faltas             | - | - |
| Saques de esquina  | - | - |
| Penaltis           | - | - |
| Fueras de juego    | - | - |
| Posesión del balón | % | % |

| Alineación inicial |

| 1     | POR   | Walter Bonilla      |     |
| 2     | DEF   | Jason Caravaca      | 68' |
| 5     | DEF   | Luis Fernando Rojas |     |
| 20    | DEF   | Rónald Rodríguez    |     |
| 18    | DEF   | Andrés Delgado      |     |
| 12    | MED   | Yisnery Durán       |     |
| 13    | MED   | Jason Esquivel      |     |
| 19    | MED   | Yosell Quintero     | 73' |
| 11    | MED   | Leonardo Azofeifa   |     |
| 10    | DEL   | Marlon Arias        | 60' |
| 9     | DEL   | Jarley Tenorio      |     |
| D. T. | D. T. | Walter Cortés       |     |

| 1     | POR   | Állan Bolaños        |     |
| 17    | DEF   | Aarón Cordero        |     |
| 2     | DEF   | Esteban Berrocal     | 44' |
| 3     | DEF   | José Rojas           |     |
| 20    | DEF   | Juan Carlos González |     |
| 25    | MED   | Humberto Calvo       |     |
| 21    | MED   | Luis Víquez          | 55' |
| 7     | MED   | Olman Núñez          | 70' |
| 10    | MED   | Josué Villalobos     | 80' |
| 9     | DEL   | German Berrocal      |     |
| 15    | DEL   | Geilor León          |     |
| D. T. | D. T. | Edgar Gómez          |     |

| 7  | Centrocampista | Manrique Rodríguez | 60' |
| 14 | Centrocampista | Jonathan Castrillo | 68' |
| 26 | Centrocampista | Dennis Aguilar     | 73' |

| 13 | Defensa        | Juan Núñez      | 44' |
| 4  | Defensa        | Óscar Cháves    | 45' |
| 8  | Centrocampista | Bryan Barrantes | 55' |
| 11 | Centrocampista | Luis Artavia    | 70' |
| 5  | Defensa        | Pablo Rodríguez | 80' |

| 53' | Jason Caravaca | 1:2 |

| 42' · 50' | Geilor León Olman Núñez | 0:1 0:2 |

| 20' · 81' | Rónald Rodríguez Luis Rojas |

| 17' · 24' · 30' · 36' · 45' · 54' · 85' | Luis Víquez Esteban Berrocal Josué Villalobos Humberto Calvo José Rojas German Berrocal Juan Carlos González |

| 28' · 39' | Rónald Rodríguez Leonardo Azofeifa |

| 39' | Aarón Cordero |

| Principal | William Rodríguez |

|                    |   |   |
| Tiros              | - | - |
| Tiros a puerta     | - | - |
| Faltas             | - | - |
| Saques de esquina  | - | - |
| Penaltis           | - | - |
| Fueras de juego    | - | - |
| Posesión del balón | % | % |

| Alineación inicial |

| 1     | POR   | Walter Bonilla      |     |
| 2     | DEF   | Jason Caravaca      | 68' |
| 5     | DEF   | Luis Fernando Rojas |     |
| 20    | DEF   | Rónald Rodríguez    |     |
| 18    | DEF   | Andrés Delgado      |     |
| 12    | MED   | Yisnery Durán       |     |
| 13    | MED   | Jason Esquivel      |     |
| 19    | MED   | Yosell Quintero     | 73' |
| 11    | MED   | Leonardo Azofeifa   |     |
| 10    | DEL   | Marlon Arias        | 60' |
| 9     | DEL   | Jarley Tenorio      |     |
| D. T. | D. T. | Walter Cortés       |     |

| 1     | POR   | Állan Bolaños        |     |
| 17    | DEF   | Aarón Cordero        |     |
| 2     | DEF   | Esteban Berrocal     | 44' |
| 3     | DEF   | José Rojas           |     |
| 20    | DEF   | Juan Carlos González |     |
| 25    | MED   | Humberto Calvo       |     |
| 21    | MED   | Luis Víquez          | 55' |
| 7     | MED   | Olman Núñez          | 70' |
| 10    | MED   | Josué Villalobos     | 80' |
| 9     | DEL   | German Berrocal      |     |
| 15    | DEL   | Geilor León          |     |
| D. T. | D. T. | Edgar Gómez          |     |

| 7  | Centrocampista | Manrique Rodríguez | 60' |
| 14 | Centrocampista | Jonathan Castrillo | 68' |
| 26 | Centrocampista | Dennis Aguilar     | 73' |

| 13 | Defensa        | Juan Núñez      | 44' |
| 4  | Defensa        | Óscar Cháves    | 45' |
| 8  | Centrocampista | Bryan Barrantes | 55' |
| 11 | Centrocampista | Luis Artavia    | 70' |
| 5  | Defensa        | Pablo Rodríguez | 80' |

| 53' | Jason Caravaca | 1:2 |

| 42' · 50' | Geilor León Olman Núñez | 0:1 0:2 |

| 20' · 81' | Rónald Rodríguez Luis Rojas |

| 17' · 24' · 30' · 36' · 45' · 54' · 85' | Luis Víquez Esteban Berrocal Josué Villalobos Humberto Calvo José Rojas German Berrocal Juan Carlos González |

| 28' · 39' | Rónald Rodríguez Leonardo Azofeifa |

| 39' | Aarón Cordero |

| Principal | William Rodríguez |

|                    |   |   |
| Tiros              | - | - |
| Tiros a puerta     | - | - |
| Faltas             | - | - |
| Saques de esquina  | - | - |
| Penaltis           | - | - |
| Fueras de juego    | - | - |
| Posesión del balón | % | % |

| Alineación inicial |

### Final - Vuelta
| 1     | POR   | Állan Bolaños        |     |
| 2     | DEF   | Esteban Berrocal     |     |
| 4     | DEF   | Óscar Cháves         | 43' |
| 5     | DEF   | Pablo Rodríguez      |     |
| 24    | DEF   | Juan Carlos González |     |
| 25    | MED   | Humberto Calvo       |     |
| 7     | MED   | Olman Núñez          | 56' |
| 21    | MED   | Luis Styd Víquez     | 68' |
| 10    | MED   | Josué Villalobos     | 82' |
| 9     | DEL   | German Berrocal      |     |
| 15    | DEL   | Geilor León          |     |
| D. T. | D. T. | Edgar Gómez          |     |

| 1     | POR   | Walter Bonilla      |     |
| 12    | DEF   | Yisnery Durán       |     |
| 3     | DEF   | Barnaby Taylor      |     |
| 18    | DEF   | Andrés Delgado      |     |
| 13    | DEF   | Yeison Esquivel     | 74' |
| 6     | MED   | Luis Fernando Rojas |     |
| 2     | MED   | Jason Caravaca      | 82' |
| 20    | MED   | Yosell Quintero     |     |
| 10    | MED   | Marlon Arias        | 68' |
| 7     | DEL   | Manrique Rodríguez  |     |
| 9     | DEL   | Jarley Tenorio      |     |
| D. T. | D. T. | Walter Cortés       |     |

| 12 | Centrocampista | Mauricio Marín   | 43' |
| 8  | Centrocampista | Brayan Barrantes | 56' |
| 23 | Centrocampista | Wilson Morales   | 68' |

| 22 | Delantero | Diego Zamora   | 68' |
| 16 | Defensa   | Yerlyn Tenorio | 74' |
| 21 | Defensa   | Bryan Cyrus    | 82' |

| 31' | Josué Villalobos | 1:2 |

| 12' · 27' · 76' | Marlon Arias Andrés Delgado Diego Zamora | 0:1 0:2 1:3 |

| 32' · 50' · 66' | Pablo Rodríguez Esteban Berrocal Josué Villalobos |

| 20' · 51' · 86' | Andrés Delgado Yisnery Durán Bryan Cyrus |

| 54' | Mauricio Marín |

| Principal  | Óscar Guzmán      |
| Asistentes | Víctor Villalobos |
|            | Romualdo Venegas  |
| Cuarto     | Wanelser Prendas  |

|                    |   |   |
| Tiros              | - | - |
| Tiros a puerta     | - | - |
| Faltas             | - | - |
| Saques de esquina  | - | - |
| Penaltis           | - | - |
| Fueras de juego    | - | - |
| Posesión del balón | % | % |

| Alineación inicial |

| 1     | POR   | Állan Bolaños        |     |
| 2     | DEF   | Esteban Berrocal     |     |
| 4     | DEF   | Óscar Cháves         | 43' |
| 5     | DEF   | Pablo Rodríguez      |     |
| 24    | DEF   | Juan Carlos González |     |
| 25    | MED   | Humberto Calvo       |     |
| 7     | MED   | Olman Núñez          | 56' |
| 21    | MED   | Luis Styd Víquez     | 68' |
| 10    | MED   | Josué Villalobos     | 82' |
| 9     | DEL   | German Berrocal      |     |
| 15    | DEL   | Geilor León          |     |
| D. T. | D. T. | Edgar Gómez          |     |

| 1     | POR   | Walter Bonilla      |     |
| 12    | DEF   | Yisnery Durán       |     |
| 3     | DEF   | Barnaby Taylor      |     |
| 18    | DEF   | Andrés Delgado      |     |
| 13    | DEF   | Yeison Esquivel     | 74' |
| 6     | MED   | Luis Fernando Rojas |     |
| 2     | MED   | Jason Caravaca      | 82' |
| 20    | MED   | Yosell Quintero     |     |
| 10    | MED   | Marlon Arias        | 68' |
| 7     | DEL   | Manrique Rodríguez  |     |
| 9     | DEL   | Jarley Tenorio      |     |
| D. T. | D. T. | Walter Cortés       |     |

| 12 | Centrocampista | Mauricio Marín   | 43' |
| 8  | Centrocampista | Brayan Barrantes | 56' |
| 23 | Centrocampista | Wilson Morales   | 68' |

| 22 | Delantero | Diego Zamora   | 68' |
| 16 | Defensa   | Yerlyn Tenorio | 74' |
| 21 | Defensa   | Bryan Cyrus    | 82' |

| 31' | Josué Villalobos | 1:2 |

| 12' · 27' · 76' | Marlon Arias Andrés Delgado Diego Zamora | 0:1 0:2 1:3 |

| 32' · 50' · 66' | Pablo Rodríguez Esteban Berrocal Josué Villalobos |

| 20' · 51' · 86' | Andrés Delgado Yisnery Durán Bryan Cyrus |

| 54' | Mauricio Marín |

| Principal  | Óscar Guzmán      |
| Asistentes | Víctor Villalobos |
|            | Romualdo Venegas  |
| Cuarto     | Wanelser Prendas  |

|                    |   |   |
| Tiros              | - | - |
| Tiros a puerta     | - | - |
| Faltas             | - | - |
| Saques de esquina  | - | - |
| Penaltis           | - | - |
| Fueras de juego    | - | - |
| Posesión del balón | % | % |

| Alineación inicial |

| 1     | POR   | Állan Bolaños        |     |
| 2     | DEF   | Esteban Berrocal     |     |
| 4     | DEF   | Óscar Cháves         | 43' |
| 5     | DEF   | Pablo Rodríguez      |     |
| 24    | DEF   | Juan Carlos González |     |
| 25    | MED   | Humberto Calvo       |     |
| 7     | MED   | Olman Núñez          | 56' |
| 21    | MED   | Luis Styd Víquez     | 68' |
| 10    | MED   | Josué Villalobos     | 82' |
| 9     | DEL   | German Berrocal      |     |
| 15    | DEL   | Geilor León          |     |
| D. T. | D. T. | Edgar Gómez          |     |

| 1     | POR   | Walter Bonilla      |     |
| 12    | DEF   | Yisnery Durán       |     |
| 3     | DEF   | Barnaby Taylor      |     |
| 18    | DEF   | Andrés Delgado      |     |
| 13    | DEF   | Yeison Esquivel     | 74' |
| 6     | MED   | Luis Fernando Rojas |     |
| 2     | MED   | Jason Caravaca      | 82' |
| 20    | MED   | Yosell Quintero     |     |
| 10    | MED   | Marlon Arias        | 68' |
| 7     | DEL   | Manrique Rodríguez  |     |
| 9     | DEL   | Jarley Tenorio      |     |
| D. T. | D. T. | Walter Cortés       |     |

| 12 | Centrocampista | Mauricio Marín   | 43' |
| 8  | Centrocampista | Brayan Barrantes | 56' |
| 23 | Centrocampista | Wilson Morales   | 68' |

| 22 | Delantero | Diego Zamora   | 68' |
| 16 | Defensa   | Yerlyn Tenorio | 74' |
| 21 | Defensa   | Bryan Cyrus    | 82' |

| 31' | Josué Villalobos | 1:2 |

| 12' · 27' · 76' | Marlon Arias Andrés Delgado Diego Zamora | 0:1 0:2 1:3 |

| 32' · 50' · 66' | Pablo Rodríguez Esteban Berrocal Josué Villalobos |

| 20' · 51' · 86' | Andrés Delgado Yisnery Durán Bryan Cyrus |

| 54' | Mauricio Marín |

| Principal  | Óscar Guzmán      |
| Asistentes | Víctor Villalobos |
|            | Romualdo Venegas  |
| Cuarto     | Wanelser Prendas  |

|                    |   |   |
| Tiros              | - | - |
| Tiros a puerta     | - | - |
| Faltas             | - | - |
| Saques de esquina  | - | - |
| Penaltis           | - | - |
| Fueras de juego    | - | - |
| Posesión del balón | % | % |

| Alineación inicial |

| 1     | POR   | Állan Bolaños        |     |
| 2     | DEF   | Esteban Berrocal     |     |
| 4     | DEF   | Óscar Cháves         | 43' |
| 5     | DEF   | Pablo Rodríguez      |     |
| 24    | DEF   | Juan Carlos González |     |
| 25    | MED   | Humberto Calvo       |     |
| 7     | MED   | Olman Núñez          | 56' |
| 21    | MED   | Luis Styd Víquez     | 68' |
| 10    | MED   | Josué Villalobos     | 82' |
| 9     | DEL   | German Berrocal      |     |
| 15    | DEL   | Geilor León          |     |
| D. T. | D. T. | Edgar Gómez          |     |

| 1     | POR   | Walter Bonilla      |     |
| 12    | DEF   | Yisnery Durán       |     |
| 3     | DEF   | Barnaby Taylor      |     |
| 18    | DEF   | Andrés Delgado      |     |
| 13    | DEF   | Yeison Esquivel     | 74' |
| 6     | MED   | Luis Fernando Rojas |     |
| 2     | MED   | Jason Caravaca      | 82' |
| 20    | MED   | Yosell Quintero     |     |
| 10    | MED   | Marlon Arias        | 68' |
| 7     | DEL   | Manrique Rodríguez  |     |
| 9     | DEL   | Jarley Tenorio      |     |
| D. T. | D. T. | Walter Cortés       |     |

| 12 | Centrocampista | Mauricio Marín   | 43' |
| 8  | Centrocampista | Brayan Barrantes | 56' |
| 23 | Centrocampista | Wilson Morales   | 68' |

| 22 | Delantero | Diego Zamora   | 68' |
| 16 | Defensa   | Yerlyn Tenorio | 74' |
| 21 | Defensa   | Bryan Cyrus    | 82' |

| 31' | Josué Villalobos | 1:2 |

| 12' · 27' · 76' | Marlon Arias Andrés Delgado Diego Zamora | 0:1 0:2 1:3 |

| 32' · 50' · 66' | Pablo Rodríguez Esteban Berrocal Josué Villalobos |

| 20' · 51' · 86' | Andrés Delgado Yisnery Durán Bryan Cyrus |

| 54' | Mauricio Marín |

| Principal  | Óscar Guzmán      |
| Asistentes | Víctor Villalobos |
|            | Romualdo Venegas  |
| Cuarto     | Wanelser Prendas  |

|                    |   |   |
| Tiros              | - | - |
| Tiros a puerta     | - | - |
| Faltas             | - | - |
| Saques de esquina  | - | - |
| Penaltis           | - | - |
| Fueras de juego    | - | - |
| Posesión del balón | % | % |

| Alineación inicial |